# Eka Sahara
Eka Sahara (28 de agosto de 1988) es una deportista indonesia que compitió en taekwondo. Ganó dos medallas de bronce en el Campeonato Asiático de Taekwondo en los años 2010 y 2012.

## Palmarés internacional
| Campeonato Asiático | Campeonato Asiático          | Campeonato Asiático | Campeonato Asiático |
| Año                 | Lugar                        | Medalla             | Categoría           |
| ------------------- | ---------------------------- | ------------------- | ------------------- |
| 2010                | Astaná (Kazajistán)          | Medalla de bronce   | +73 kg              |
| 2012                | Ciudad Ho Chi Minh (Vietnam) | Medalla de bronce   | +73 kg              |